# Miguel Pro

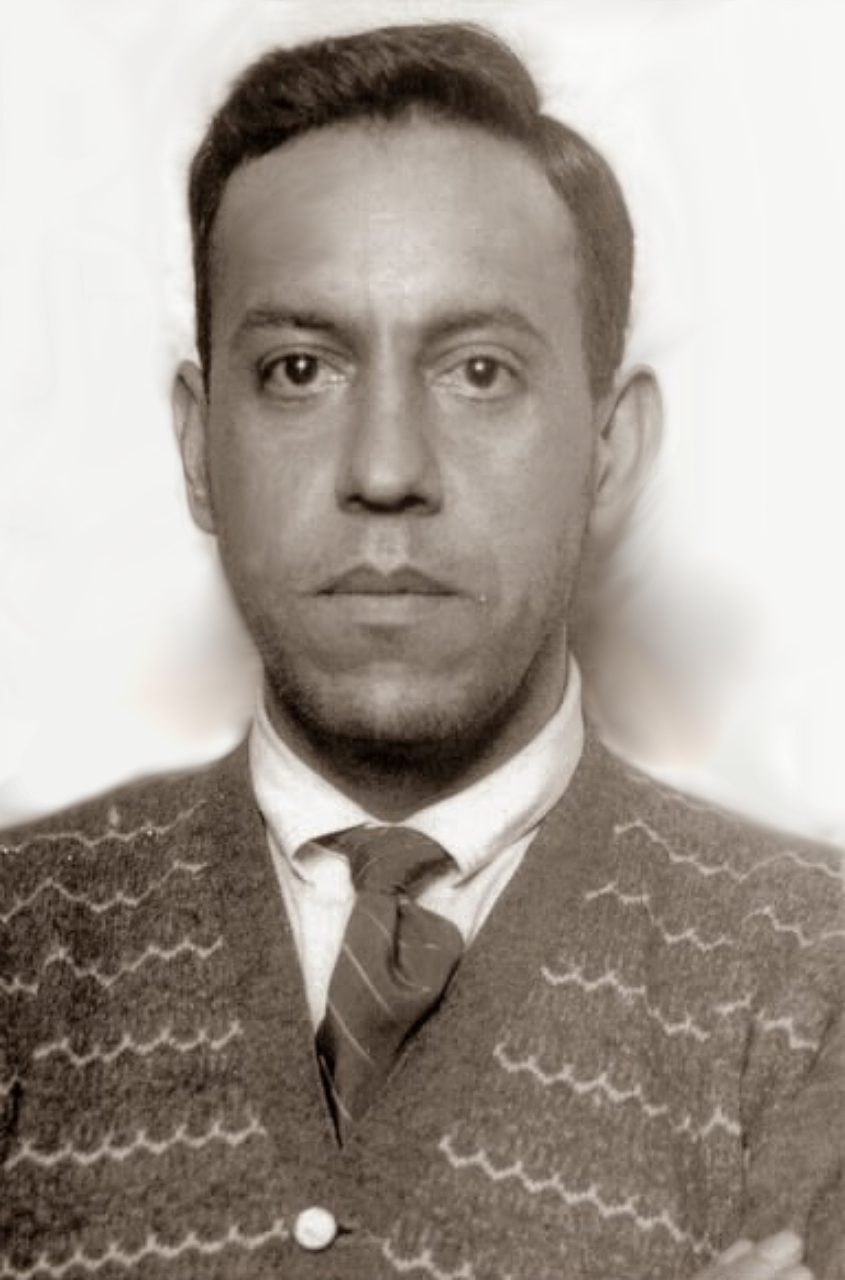
Father Miguel Agustin Pro (1927) am Tag seiner Gefangennahme, dem Vortag seines Todes

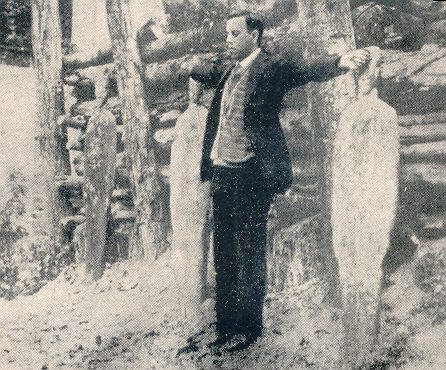
Miguel Agustin Pro (23. November 1927), unmittelbar vor seiner Hinrichtung

Miguel Agustín Pro Juárez SJ (* 13. Januar 1891 in Concepción del Oro, Mexiko; † 23. November 1927 in Mexiko-Stadt) war ein römisch-katholischer Priester und Märtyrer, der 1988 von Papst Johannes Paul II. seliggesprochen wurde.

## Leben
Miguel Pro trat am 10. August 1911 in die Gesellschaft Jesu ein. Am 15. August 1913 legte er die Ordensgelübde ab und studierte ab 1914 in den USA und von 1915 bis 1920 Philosophie in Granada, Spanien. Ab 1922 studierte er Theologie in Sarriá (Barcelona) und ab 1924 in Enghien, Belgien, wo er am 30. August 1925 zum Priester geweiht wurde. Am 6. Juli 1926 kam er nach Mexiko zurück.
Aufgrund der Mexikanischen Revolution und der Verfolgung von katholischen Priestern während der Präsidentschaft von Plutarco Elías Calles (1924–1928) wirkte er in der katholischen Selbstschutzorganisation Liga Nacional para la Defensa de la Libertad Religiosa. Die Auseinandersetzungen zwischen Kirche und Staat gipfelten schließlich in einem besonders blutigen Bürgerkrieg, der Guerra Cristera. Auch etliche Priester wurden hingerichtet. Während dieser Zeit leistete Pro seinen priesterlichen Dienst verkleidet und im Untergrund. Nach dem Attentat auf General Álvaro Obregón wurde er als angeblicher Täter am 18. November 1927 verhaftet und – obwohl sich Obregón persönlich für ihn einsetzte und seine Unschuld bezeugte – am 23. November mit drei anderen Beschuldigten exekutiert.

Die meisten der in Mexiko verfolgten Priester lebten in ländlichen Gebieten. Michael Pro wirkte aber in der Hauptstadt und wurde dort auf persönliche Anordnung des Präsidenten hingerichtet. Dadurch bekam sein Tod besondere Aufmerksamkeit und politische Brisanz. Zur Aufbahrung und zur Beerdigung kamen Abertausende. Michael Pro liegt in der Kirche Sagrada Familia in Mexiko-Stadt begraben.

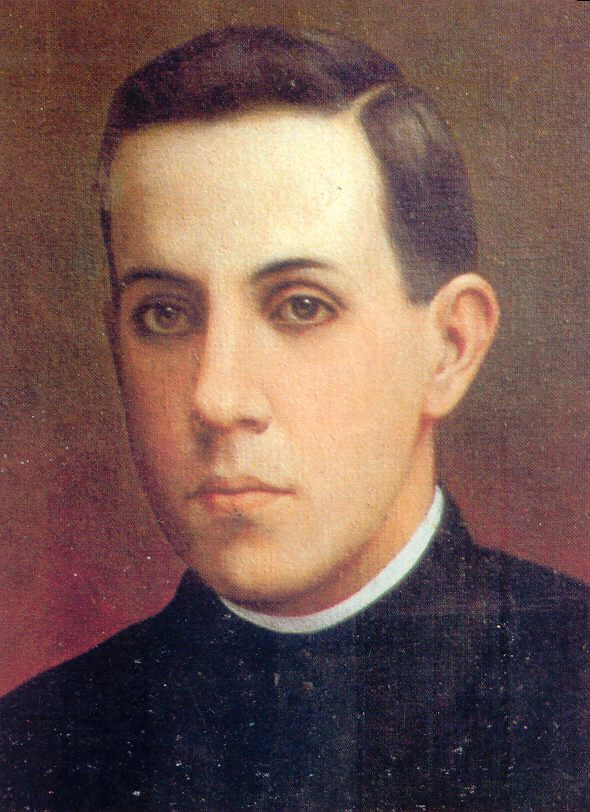
Miguel Pro, Gemälde eines unbekannten Künstlers

1934 begann das Erzbistum Mexiko-Stadt mit der Sammlung von Zeugnissen über das Leben und den Tod Pros und leitete den Seligsprechungsprozess ein. Schon 1936 erschien die erste Biografie auf Deutsch.
Miguel Pro SJ wurde durch Papst Johannes Paul II. am 25. September 1988 seliggesprochen. Der Prozess zur Heiligsprechung läuft. Sein Gedenktag wird in der Katholischen Kirche am 23. November begangen. Dies ist auch sein Gedenktag im Kalender der Evangelisch-Lutherischen Kirche in Amerika.

## Rezeption
Einen besonders nachhaltigen Eindruck hinterließ der Märtyrertod des Jesuitenpaters Pro bei dem britischen Schriftsteller Graham Greene. Bereits im Prolog von The Lawless Roads steht das Schicksal von Pater Pro im Mittelpunkt. Die spätere Ausgestaltung des letzten Weges des namenlosen Priesters in Greenes Roman Die Kraft und die Herrlichkeit wurde darin vorgeprägt.
Die letzten Stationen des Leidensweges von Pro wurden von einem staatlich bestellten Fotografen festgehalten.